# Bataille de Vergt
Première guerre de Religion
Batailles
Guerres de Religion en France
Prélude
- Mérindol (1545)
- Amboise (1560)
- Colloque de Poissy (1561)

Première guerre de Religion (1562-1563)
- Édit de Saint-Germain (1562)
- Massacre de Wassy (1562)
- Toulouse (1562)
- Vergt (1562)
- Rouen (1562)
- Dreux (1562)
- Orléans (1563)
- Paix d'Amboise (1563)

Deuxième guerre de Religion (1567-1568)
- Surprise de Meaux (1567)
- Michelade (1567)
- Saint-Denis (1567)
- Chartres (1568)
- Paix de Longjumeau (1568)

Troisième guerre de Religion (1568-1570)
- Jarnac (1569)
- La Roche-l'Abeille (1569)
- Poitiers (1569)
- Orthez (1569)
- Montcontour (1569)
- Pamproux (1569)
- Saint-Jean-d'Angély (1569)
- Arnay-le-Duc (1570)
- Rabastens (1570)
- Paix de Saint-Germain-en-Laye (1570)

Quatrième guerre de Religion (1572-1573)
- Saint-Barthélemy (1572)
- Sancerre (1572-1573)
- Sommières (1573)
- La Rochelle (1573)

Cinquième guerre de Religion (1574-1576)
- Dormans (1575)
- Édit de Beaulieu (1576)

Sixième guerre de Religion (1577)
- Paix de Bergerac (1577)
- Édit de Poitiers (1577)

Septième guerre de Religion (1579-1580)
- Traité de Nérac (1579)
- Paix du Fleix (1580)

Huitième guerre de Religion (1585-1598) 
Guerre des Trois Henri

- Traité de Joinville (1584)
- Édit de Nemours (1585)
- Jarrie (1587)
- Coutras (1587)
- Vimory (1587)
- Auneau (1587)
- Journée des Barricades (1588)
- Arques (1589)
- Ivry (1590)
- Paris (1590)
- Journée des Farines (1591)
- Chartes (1591)
- Poncharra (1591)
- Châtillon (1591)
- Rouen (1591-1592)
- Craon (1592)
- Port-Ringeard (1593)
- Fort Crozon (1594)
- Fontaine-Française (1595)
- Doullens (1595)
- Amiens (1597)
- Édit de Nantes (1598)

Rébellions huguenotes (1621-1629)
- Saumur (1621)
- Saint-Jean-d'Angély (1621)
- La Rochelle (1621)
- Montauban (1621)
- Riez (1622)
- Royan (1622)
- Sainte-Foy (1622)
- Nègrepelisse (1622)
- Saint-Antonin (1622)
- Montpellier (1622)
- Saint-Martin-de-Ré (1622)
- Traité de Montpellier (1622)
- Blavet (1625)
- Île de Ré (1625)
- Traité de Paris (1626)
- Saint-Martin-de-Ré (1627)
- La Rochelle (1627-1628)
- Privas (1629)
- Alès (1629)
- Montauban (1629)
- Paix d'Alès (1629)

Révocation de l'édit de Nantes (1685)
La bataille de Vergt (ou Ver, dans les textes de l'époque) est un affrontement militaire ayant eu lieu au cours de la première guerre de Religion, le 9 octobre 1562. Il voit s'opposer à proximité de Vergt les troupes du chef catholique Blaise de Monluc aux protestants menés par Symphorien de Duras et Guy de Montferrand.

## Contexte
En 1562, les chefs protestants, menés par Louis de Condé, mènent campagne sur différents fronts dans l’espoir de faire tomber le plus de villes possibles. La Guyenne, où se trouve Vergt, est l'un des bastions protestants où de nombreux hommes sont recrutés, notamment par le chef de guerre Symphorien de Duras, qui rassemble alors une armée d'environ 12 000 hommes. Les Gascons ont une réputation d'hommes d'infanterie solides forgée dans les guerres d'Italie, capable de résister aux piquiers suisses présents en quantité dans l'armée royale catholique depuis 1516, et aux mercenaires allemands d'infanterie, les lansquenets. Cette « Armée réformée du Midi » semble indispensable pour Condé et Coligny, qui ne pensent pas pouvoir lutter contre l'armée royale sans une grosse infanterie. L'objectif de Duras est alors de remonter avec son armée jusqu'au Poitou rejoindre les effectifs réunis par François III de La Rochefoucauld, forte, en plus de cette infanterie, d'un millier de nobles protestants à cheval.
Face à cette armée organisée, les catholiques n'ont pas de réponse à apporter. Le duc de Montpensier, chef de l'armée catholique du Midi, désigné par la cour dans l'urgence, n'a encore aucune autorité, et est en position à Bergerac. Le lieutenant du roi, de Burie, est lui aux Mirandes, avec le gros de l'infanterie royale, et les maitres de camp fidèles à l'armée catholique, de Charry, d'Arne et de Massès. Mais il hésite à entrer en campagne contre les protestants, surtout après avoir appris que des renforts envoyés par la monarchie espagnole sont bloqués après des mutineries. Le seul à faire figure de chef catholique, et qui a déjà affronté plusieurs fois ces chefs protestants, et vient de prendre Lectoure, c'est Blaise de Monluc.
Ce dernier entre donc en campagne contre cette armée décidée à rejoindre le Poitou dans un contexte de guerre civile, et fait preuve d'une grande violence à l'encontre des populations, violence partagée par le camp adverse. Dans ce contexte, il se considère lui-même l'envoyé du roi, à l'époque le jeune Charles IX, chargé de rétablir l’ordre dans ces terres sujettes au désordre et à la sédition.

## Prémices
Entre le 3 et le 4 octobre, Monluc apprend que l'armée réformée de Duras est en marche pour rallier les effectifs protestants du Poitou, et ainsi composer une force pouvant rejoindre celle du Nord. Il décide alors, avec ce qu'il a d'effectif, de rallier les 5 000 Espagnols qui se sont mutinés, en leur promettant une rétribution par le butin, et s'établit avec sa troupe à Belvès le 7 octobre 1562. Le lendemain, il traverse depuis Siorac la Dordogne avec quelques cavaliers, mais apprend que Charles de Coucis, le seigneur de Burie, ne veut pas se rallier avant que Montpensier n'ait lui-même rejoint ses troupes, sans ordre royal. Monluc fait jouer son influence sur les lieutenants de l'armée de de Burie, qui avertissent ce dernier qu'ils s'engagent aux côtés de leur ancien chef.
Monluc s'avance avec quelques cavaliers à proximité de l'endroit où Duras fait reposer sa cavalerie, à Cendrieux, et apprend par des locaux que les protestants font pointer des canons sur Vergt.
Les protestants ne sont pas au courant que l'armée de Monluc s'est approchée de leurs troupes, pensant ce dernier toujours à Lectoure. Monluc se déplace alors avec un 50 chevaux jusqu'à Saint Alvère, où il peut apercevoir l'armée huguenote. Il apprend alors que deux chefs protestants, de Salignac et de Moncaut, se sont attardés en arrière de l'armée protestante pour chasser, avec vingt-cinq cavaliers. Il les fait capturer, sans éveiller les soupçons de Duras. Ce dernier fait rapatrier sa cavalerie dans les prés de Vergt, avec son armée.
Suivant le mouvement de ses lieutenants, de Burie rejoint Monluc à Saint-Alvère, et la bataille est fixée pour le lendemain, le 9 octobre 1562,.

## Déroulement

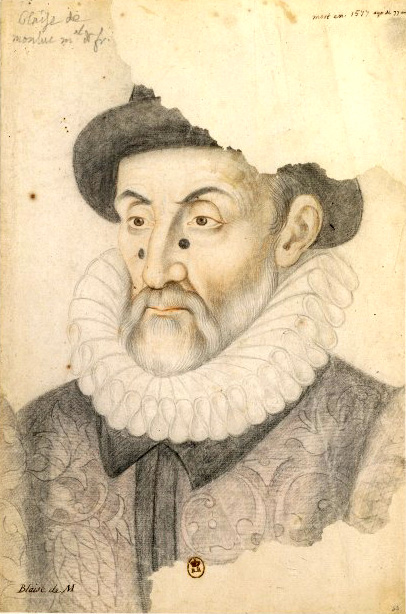
Blaise de Monluc, chef catholique dans la bataille de Vergt.

Le déroulement de la bataille n’est relaté que par quelques auteurs anciens, dont Blaise de Monluc lui-même, qui en fait le récit dans ses Commentaires publiés en 1592,,.
C'est dans les prés en vallée du Vern, à l'ouest de Vergt, au lieu-dit Ponromieux, que la bataille commence le matin, quand les catholiques trouvent l'armée protestante en ordre de bataille.
De Burie lance la bataille avec une décharge de quatre canons d'artillerie. Monluc fait rassembler ses troupes gasconnes autour de lui après avoir harangué les effectifs espagnols, craignant une nouvelle mutinerie de leur part. La première charge de cavalerie catholique est repoussée par les nobles protestants dirigé par de Bordet.
Duras, sur les conseils de de Bordet, décide cependant de ne pas s'engager dans une longue bataille, qui lui ferait perdre du temps et surtout des effectifs, et donne alors l'ordre de retraite. Les catholiques, assistant à celle-ci, décident d'accélérer le pas pour pouvoir prendre l'armée protestante par l'arrière avant qu'elle ne puisse atteindre des collines, où l'affrontement ne pourrait avoir lieu. Duras fait alors protéger ses pièces d'artillerie par un millier de vieux soldats. La distance entre les deux armées réduit progressivement et, à environ 200 pas, les catholiques sonnent la charge de cavalerie royale sur les protestants. Ils s'emparent des canons des réformés.
La déroute des protestants devient générale, les catholiques massacrant les troupes en fuite, et après 14 h, les catholiques s'emparent de Vergt, où ils récupèrent des bœufs pour faire tirer les pièces d'artillerie prises aux protestants. Duras perd dans cette bataille dix-neuf de ses enseignes d'infanterie sur vingt-trois, et huit cornettes de cavalerie sur treize. Il n'a plus qu'une centaine d'hommes lorsqu'il atteint Montmorillon.
Pendant les jours suivants, les fuyards de l'armée protestante sont poursuivis dans les bois où ils ont trouvé refuge par les troupes espagnoles et gasconnes, mais aussi par la population locale, et sont tués en nombre, d'après Monluc.

## Conséquences
Cette défaite est catastrophique pour les effectifs des armées protestantes. Le prince de Condé et l'amiral de Coligny n'ont d'autre choix que de remplacer cette infanterie gasconne par des mercenaires allemands recrutés d'urgence et qui constituent le gros des effectifs pendant la bataille de Dreux, le 19 décembre 1562. Le comportement de ces lansquenets et ces reîtres, pendant cette bataille, est l'un des éléments qui permet la victoire du duc de Guise sur l'armée protestante, ces mercenaires s'étant précipités sur les bagages catholiques au lieu de rester sur le champ de bataille. En outre, de nombreux chefs gascons de la bataille de Vergt s'engagent avec l'armée royale à la suite de cet affrontement.
La Guyenne continue de subir des raids de chefs protestants après cette bataille, essentiellement cantonnés autour de Bergerac.
À la suite de cette série de victoires, Blaise de Monluc obtient le partage de la lieutenance de la Guyenne, avec de Burie.

## Galerie

La vallée du Vern en amont de Pont-Romieux, entre Vergt et Pont-Romieux.
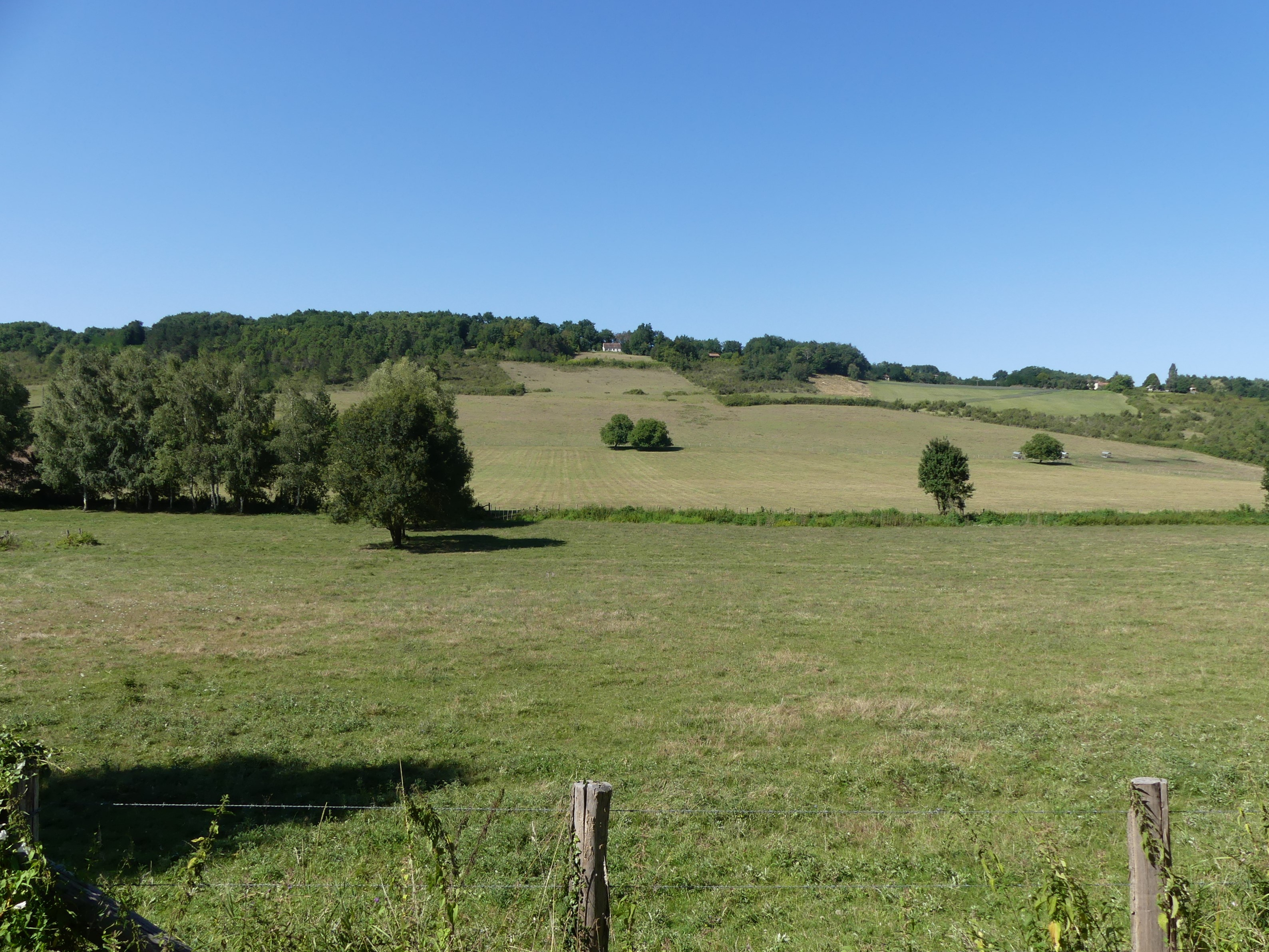
200 à 300 mètres en amont.
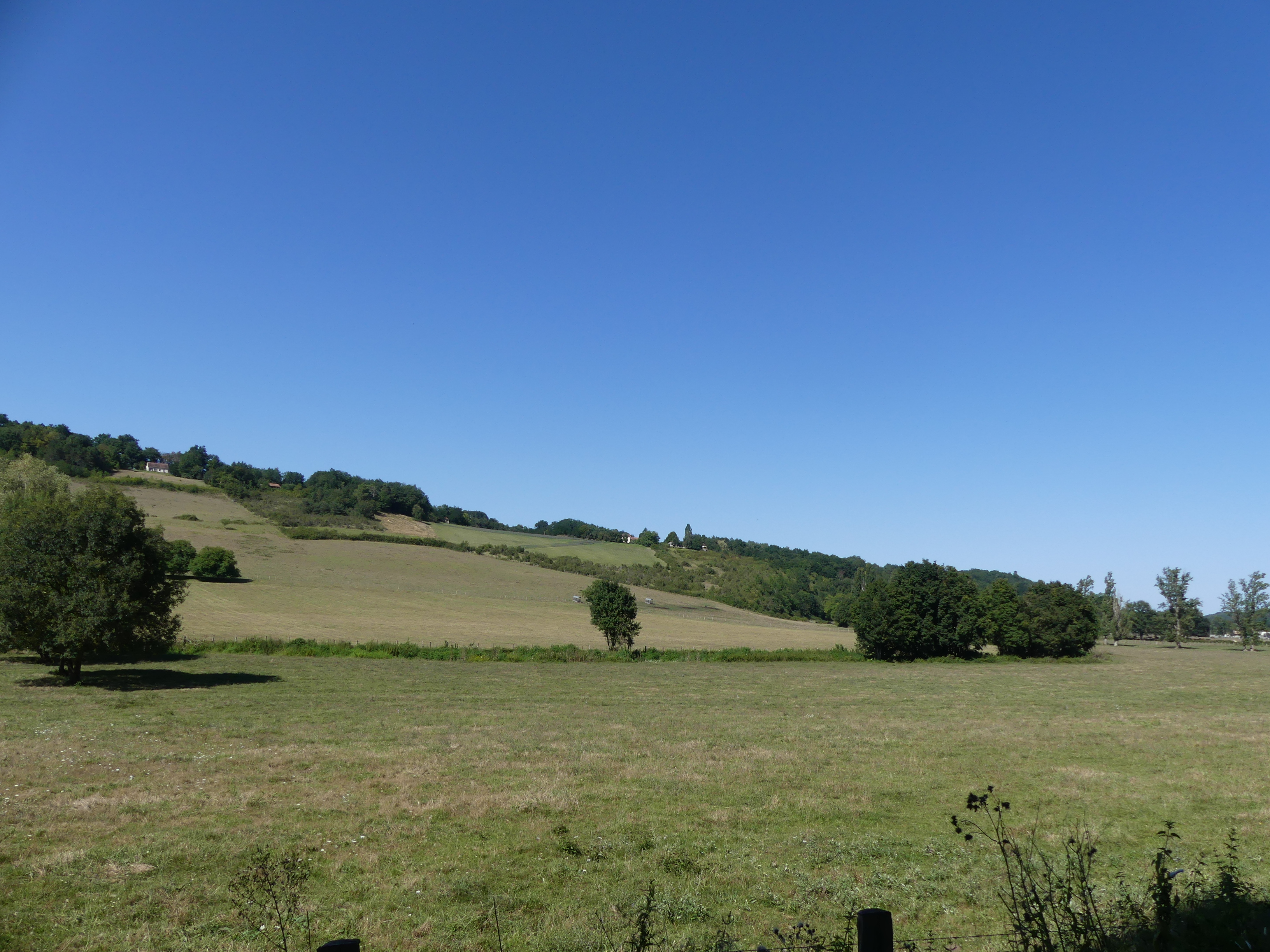
200 à 300 mètres en amont.
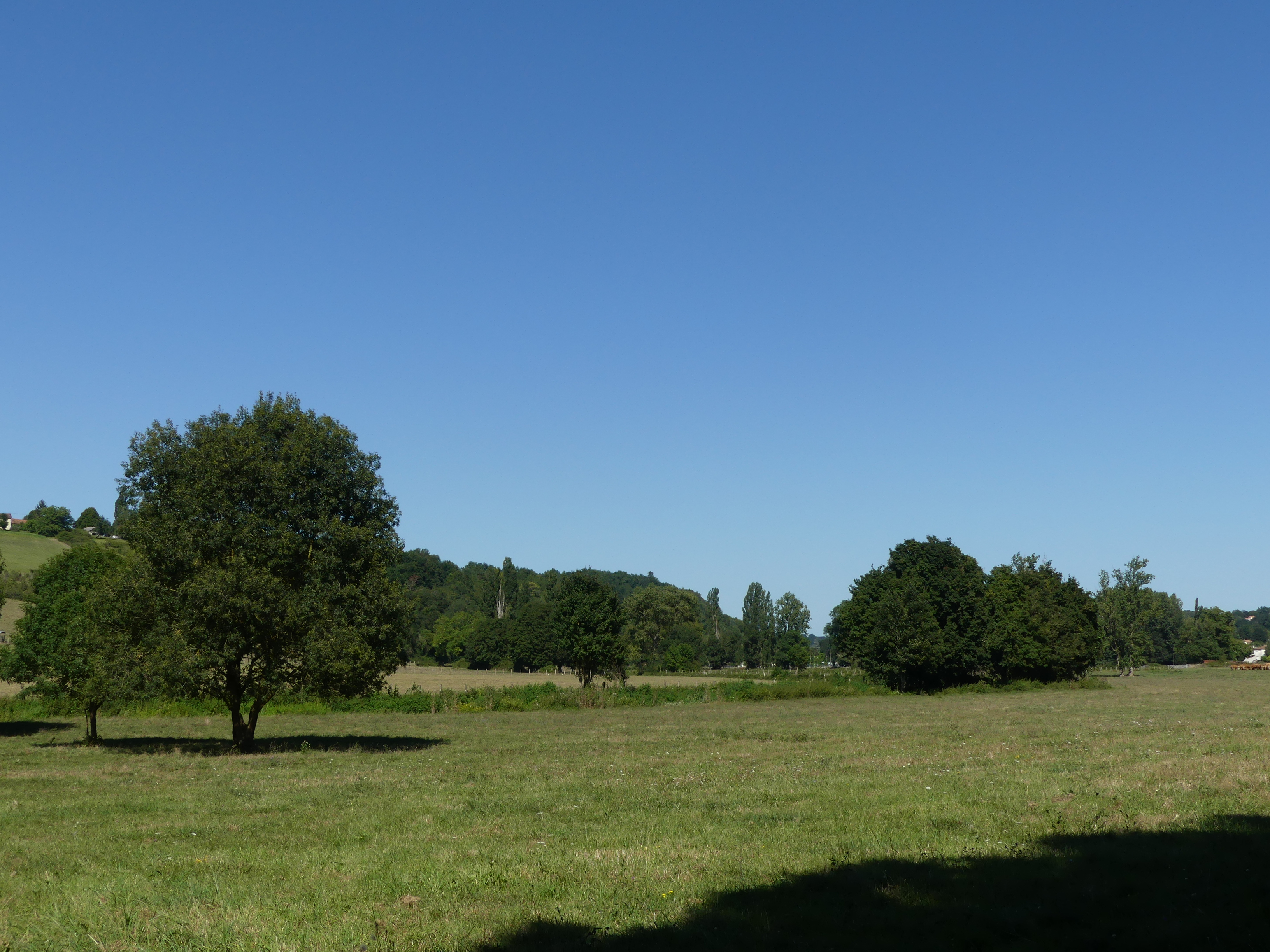
Une cinquantaine de mètres en amont.